# Walec osiowy

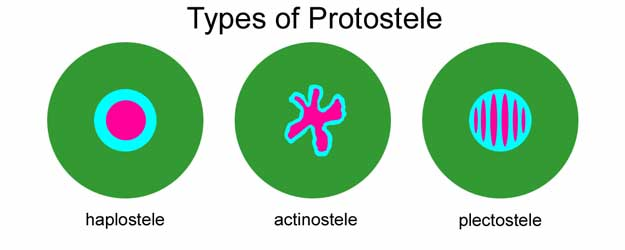
Typy protosteli

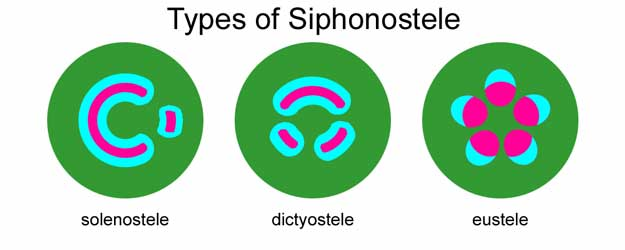
Typy steli rozczłonkowanej

Walec osiowy, stela – wewnętrzna warstwa w budowie pierwotnej korzenia i łodygi (po skórce i korze pierwotnej).
W polskiej literaturze botanicznej nazwa "walec osiowy" bywa zawężana wyłącznie do korzenia.
Walec osiowy korzenia składa się z następujących tkanek:
- okolnica (perycykl, perykambium) – pojedyncza warstwa, znajdująca się pod endodermą, zbudowana z żywych komórek miękiszowych zdolnych do podziału, z jej odcinków powstaje kambium i fellogen.
- łyko i drewno – w ustawieniu promienistym (radialnym), pasma drewna i łyka występują naprzemianlegle.
- miękisz walca osiowego – pozostała część walca osiowego
- czasami występują także komórki tkanki wzmacniającej – sklerenchymy (twardzicy).

Walec osiowy łodygi ma postać protosteli, czyli walca tkanek przewodzących bez wewnętrznego rdzenia, syfonosteli, czyli pierścienia tkanek przewodzących lub bardziej rozproszoną (diktiostela, eustela, ataktostela).